# Alexeï Adachev
Alexeï Fedorovitch Adachev (en russe : Алексе́й Фёдорович Ада́шев) mort en 1560 à la prison de Dorpat, était un boyard et conseiller du tsar Ivan IV de Russie, très influent sur ce dernier avec le prêtre de l'Annonciation Sylvestre. Cette influence dura des années 1550 à 1560. Il fut également, avant sa disgrâce, responsable des Archives du Tsar.

## Biographie
Fils de Fedor Grigorievitch Adachev, il apparaît la première fois publiquement au mariage du jeune prince de Moscovie Ivan IV de Russie (surnommé plus tard "Le Terrible") et d'Anastasia Romanovna Zakharina, où il remet l'offrande le 3 février 1547. Son frère Daniil Adachev est aussi présent. Rapidement Alexeï Adachev parvient à se faire une place auprès du jeune souverain ainsi qu'auprès du prêtre de la cathédrale de l'Annonciation Sylvestre. Ces deux personnages vont réussir à former un duo dont le Tsar ne pourra plus se passer jusqu'en 1560. Mais cette place auprès d'Ivan le Terrible fait surgir de la jalousie de la part des courtisans, des boyards et des différents clans (Glinski, Obolenski, Chouiski, etc.), car Alexeï Adachev et Sylvestre s'intéressent de très près aux affaires du royaume.
Les deux conseillers vont tout faire pour que les mauvais penchants d'Ivan (violence, cruauté, etc.), permis pendant la période où les nobles se disputaient le pouvoir après la mort d'Héléna Glinska, disparaissent. Mais rapidement Alexeï Adachev et Sylvestre décident à la place du jeune souverain et plient les boyards à leurs autorités. Dès le début du règne d'Ivan le Terrible, il fait partie de son "Conseil Choisi" (Izbrannaïa rada) avec Sylvestre, Macaire et peut-être aussi Andreï Kourbski.
À partir de 1550, il occupe par intérim la fonction de trésorier. Le 2 octobre 1552, il est parmi les haut dignitaires qui entrent en premier dans Kazan récemment prise. Ils se regroupent autour d'Ivan le Terrible et d'Alexandre Gorbaty (qui a conquis la ville).
En 1553, un conflit de dissidence religieux s'installe entre certains clercs menés par Artème et Matveï Bachkine et le pouvoir en place. Alexeï Adachev prévient le tsar de ce problème. Les clercs en question remettent en question certains passages des Écritures. Alexeï Adachev reçoit alors, en compagnie du Tsar, la plupart des hauts dignitaires, dont Ivan Viskovaty. Finalement, le problème est résolu avec la déchéance d'Artème et de Matveï Bachkine.
En 1556, il devient enfin boyard.
Entre 1555 et 1558, il fait partie du trio qui signe la plupart des actes officiels, avec Lev Andreïevitch Saltykov et Fedor Ivanovitch Oumnoï Kolytchev. En 1558, durant la guerre de Livonie, une ambassade lituanienne est reçue à Moscou. De part et d'autre, on évite soigneusement la rupture pour mettre en avant les projets d'alliance antimusulmane. Il se peut qu'Alexeï Adachev ait été séduit par cette perspective et qu'il ait été amené à mener un double-jeu. Prétendant être du même avis que les Polo-lituaniens il les aurait amenés à faire des concessions.
Après la prise de Dorpat, il est partisan du groupe qui propose de s'en tenir à ce qui est acquis. En janvier 1560, une nouvelle ambassade polo-lituanienne séjourne à Moscou et fait pression sur Adachev, Viskovaty et Fedor Soukine. Ivan le Terrible ne supporte pas ce camouflet et chasse donc son protégé de son conseil. Dès février 1560, il est affecté aux armées en Livonie, où il retrouve son frère Daniil et Andreï Kourbski. 
C'est alors que Sylvestre prend sa retraite et, alors que ses deux mentors sont maintenant absents, Ivan commence à devenir "le Terrible" et ses anciens vices reviennent. Après l'année 1560, les défaites commencent à apparaître. Ivan considère alors qu'il a été mal conseillé par Alexeï Adachev et Sylvestre. De plus, il les accuse de la mort d'Anastasia, que ces deux derniers ont poursuivie d'une haine féroce. En 1561, Alexeï Adachev disparaît de la liste des quartiers-maitres du Conseil. Ses biens sont mis sous séquestre et il est assigné à résidence, où il meurt quelques mois plus tard.
Ivan aura des mots très durs à propos de ses deux conseillers. Après sa mort, en 1564, Ivan dira de Alexeï Adachev que ce n'est qu'un "simple huissier à verges" et de Sylvestre qu'il n'est qu'un pope et n'a pas de conseil à recevoir d'un simple prêtre.

## Divers
- Ivan le Terrible, le métier de tyran de Pierre Gonneau